# Ophrys de Philippe
Ophrys philippei, Ophrys scolopax subsp. philippei
Espèce
Statut de conservation UICN

 EN  : En danger
L’Ophrys de Philippe (ou Ophrys du Gapeau) est un taxon de plantes à fleurs de la famille des Orchidaceae. C'est une orchidée terrestre au statut débattu, appartenant au genre Ophrys. Longtemps déterminée comme un hybride d'Ophrys scolopax dont elle est proche, cette plante est aujourd'hui considérée comme une espèce à part entière (Ophrys philippei) ou comme une sous-espèce d'O. scolopax (Ophrys scolopax subsp. philippei). Envisagée comme endémique des pelouses calcicoles méditerranéennes de l'arrière pays toulonnais dans le Var, des populations similaires ont été récemment découvertes en Italie et en Espagne.

## Taxonomie

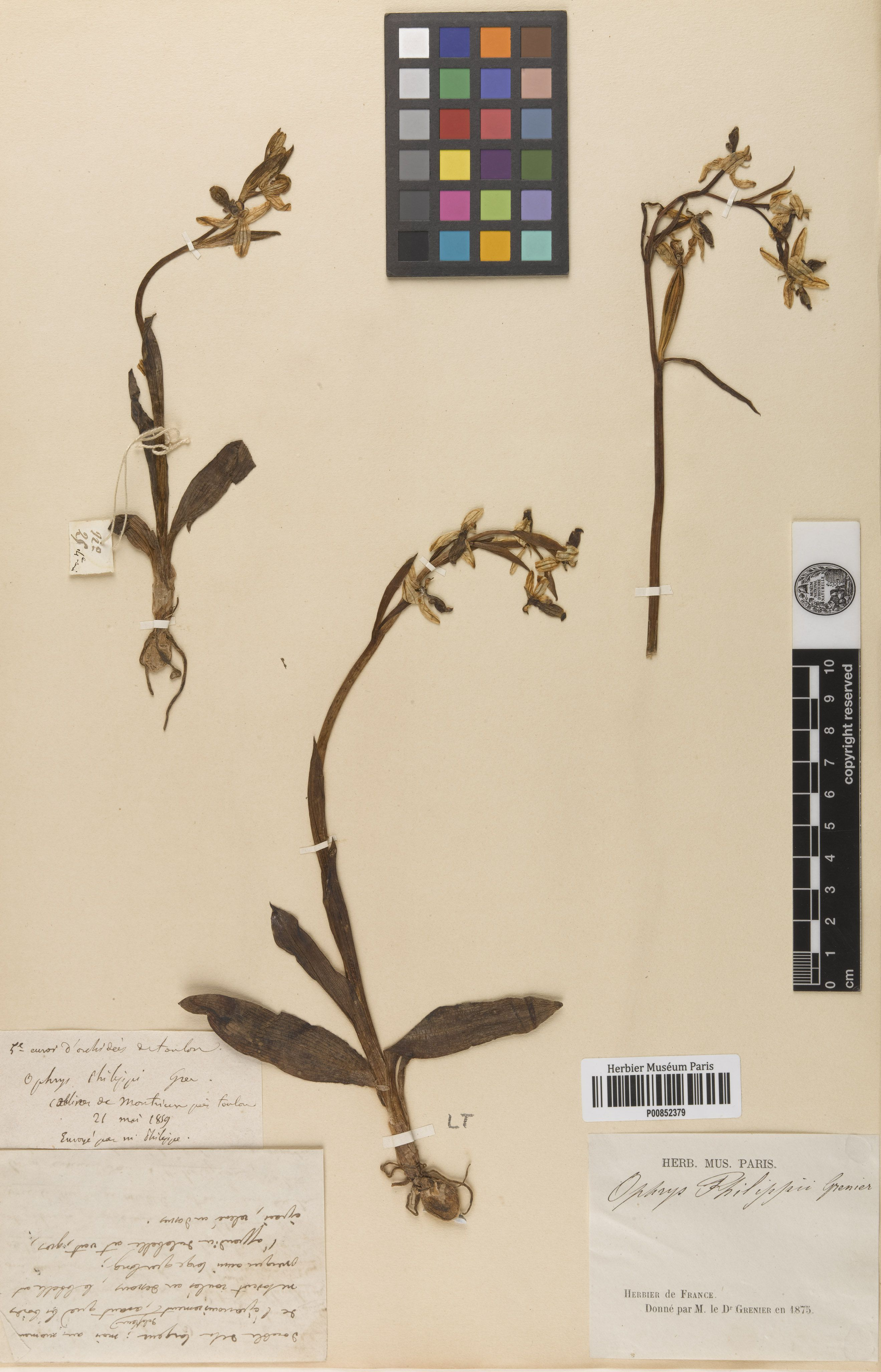
Ophrys philippei : Lectotype de l'herbier du Museum national d'histoire naturelle de Paris récolté par Mathieu-Yves Philippe sur la colline de Montrieux (Ouest de Belgentier) en 1859, décrit par Jean Charles Marie Grenier la même année et désigné par Pierre Delforge en 2000.

Cette Orchidée est décrite par le botaniste franc-comtois Charles Grenier dans son « Recherches sur quelques Orchidées des environs de Toulon » de 1859 sous le nom Ophrys philippi ; son épithète spécifique provenant du nom d'un botaniste varois, Mathieu-Yves Philippe (1810-1869), directeur du jardin botanique de la Marine impériale à Saint Mandrier près de Toulon et fournisseur de plantes de sa région pour le descripteur de ce taxon,. 
En 1869, un jeune Anglais, Moggridge (en), la considère d'un rang taxonomique équivalent à celui d'O. scolopax, c'est-à-dire une sous-espèce d'Ophrys insectifera. En 1893, 1908 et 1921-1929, lors de leurs travaux sur les Orchidées de France, les botanistes Camus & Camus analysent la plante comme un hybride d'O. scolopax et O. sphegodes, ajoutant un point d'interrogation car la plante leur était inconnue. Leur diagnose s'écarte de celle de Grenier, surtout celle de la deuxième édition de « Monographie des Orchidées d'Europe » publiée en 1921-1929 qui montre de nombreuses illustrations aux caractères différents des exsiccata originaux. Il s'avère par conséquent que leur identification est erronée. S'ensuivent pourtant de nombreuses dénominations basées sur leurs travaux et la supposée hybridité de l'Ophrys de Philippe,.
Durant les années 1970-1980-1990, quelques orchidophiles notent la diversité particulière de ces spécimens mais les déterminent toujours comme des hybrides, ou à tout le moins, comme des aberrations. Afin de préciser le statut ambigu de cette population, le Belge Pierre Delforge mène une longue enquête publiée en 2000 et montre que ses caractéristiques morphologiques et biologiques poussent fortement à la considérer comme une espèce à part entière nommée Ophrys philippei, ce que confirment les botanistes locaux et nationaux,,. Néanmoins, en 2019, les botanistes britanniques du jardin botanique de Kew réévaluent la plante comme une sous-espèce d'Ophrys scolopax,, ce que soutenaient déjà en 2004 des botanistes tels que Rémy Souche.

### Synonymie

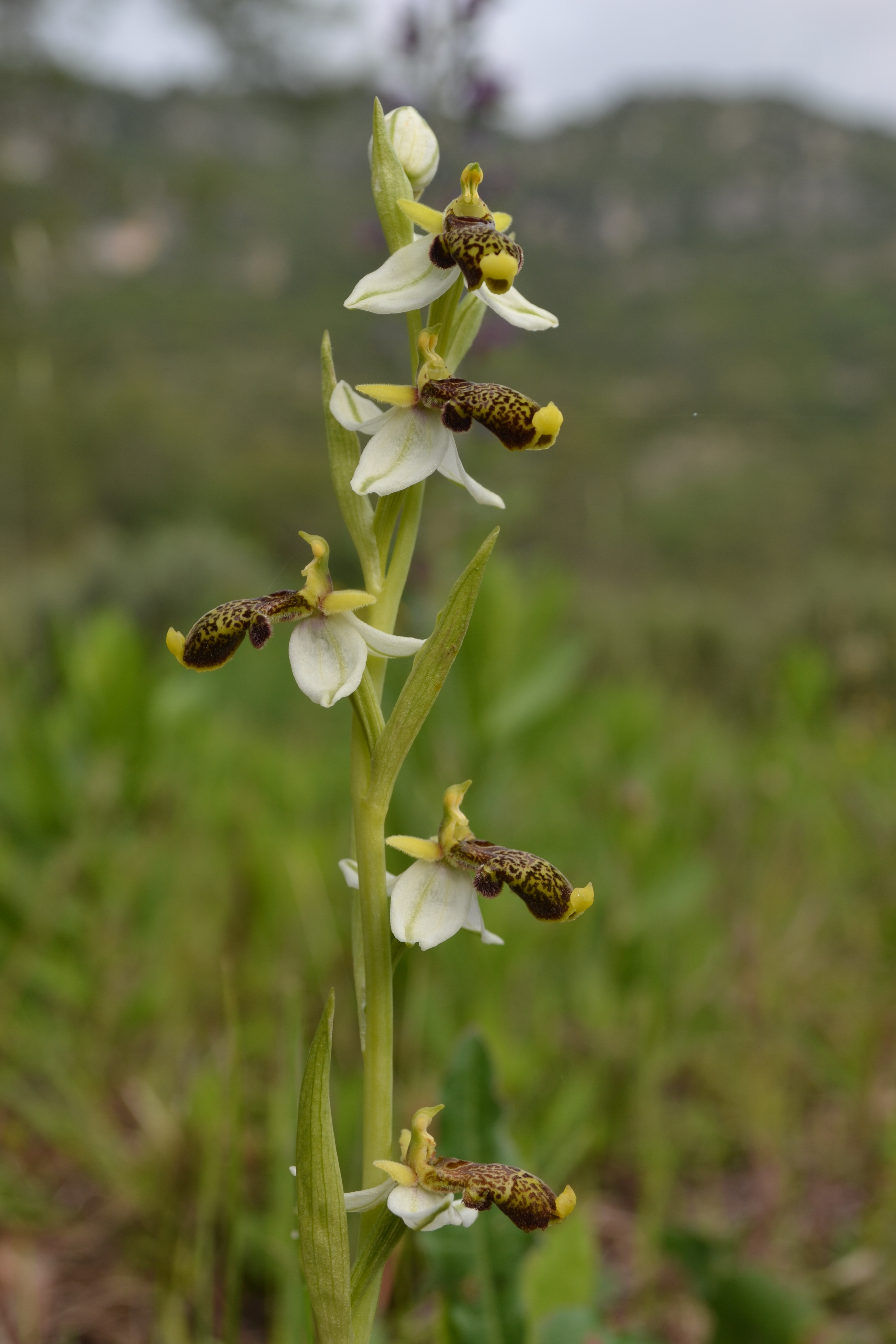
Ophrys de Philippe : détail de l'inflorescence photographiée 160 ans après la récolte M.-Y. Philippe à Belgentier.

- Ophrys philippi, Gren. 1859[1],[5],[6],[7] (basionyme)
- Ophrys philippei, Gren. 1859[2],[10]
- Ophrys insectifera subsp. philippei (Gren.) Moggr., 1869[8],[2]
- Ophrys scolopax var. philippei (Gren.) Nyman, 1882[8]
- Ophrys oestrifera subsp. philippei (Gren.) K.Richt., 1890[8]
- Ophrys ×philippei, E.G. Camus & A. Camus, 1893[2]
- Ophrys ×philippei var. breviappendiculata Duffort ex E.G. Camus & A. Camus, 1928[11]
- Ophrys ×philippei nothovar. calenae	O. Danesch & E. Danesch, 1972[11]
- Ophrys ×philippei nothovar. maurensis O. Danesch & E. Danesch, 1972[11]
- Ophrys scolopax subsp. philippei (Gren.) H.A.Pedersen & P.J.Cribb[8],[9]

### Orthographe de l'épithète
Charles Grenier a orthographié l'épithète spécifique de son taxon « philippi » dans sa description et « philippii » sur les notes laissées dans son herbier. Or, selon le code international de nomenclature botanique, la latinisation de l'hommage à Mathieu-Yves Philippe doit être orthographiée « philippei »,.

### Noms français
Cette plante est nommée en français de son nom vulgarisé « Ophrys de Philippe », traduction littérale de son nom scientifique. Elle est également nommée de son nom vernaculaire « Ophrys du Gapeau », en raison du lieu de sa découverte, la vallée du Gapeau, une vallée située à l'Est de Toulon, dans le Var.

## Description

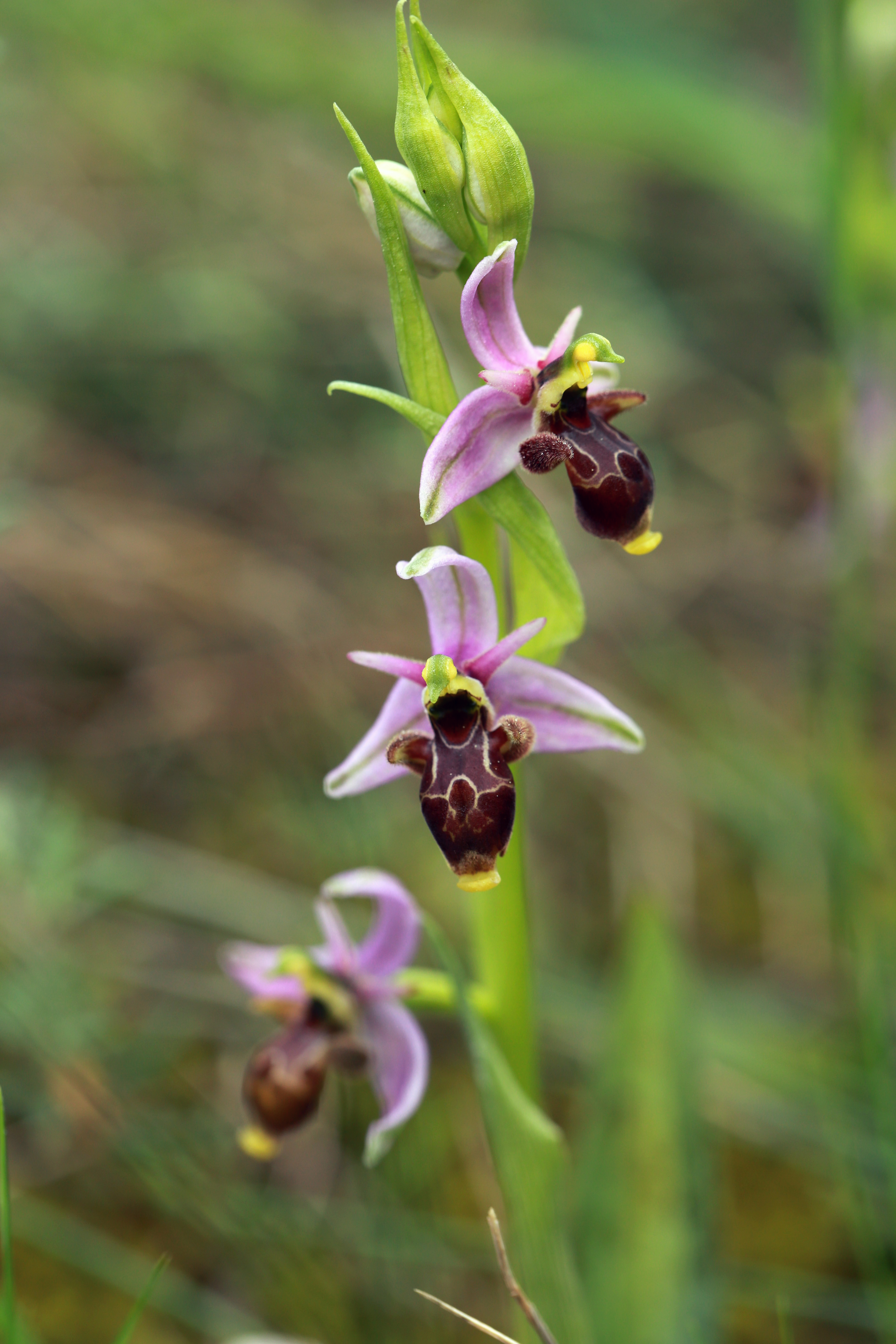
Ophrys scolopax

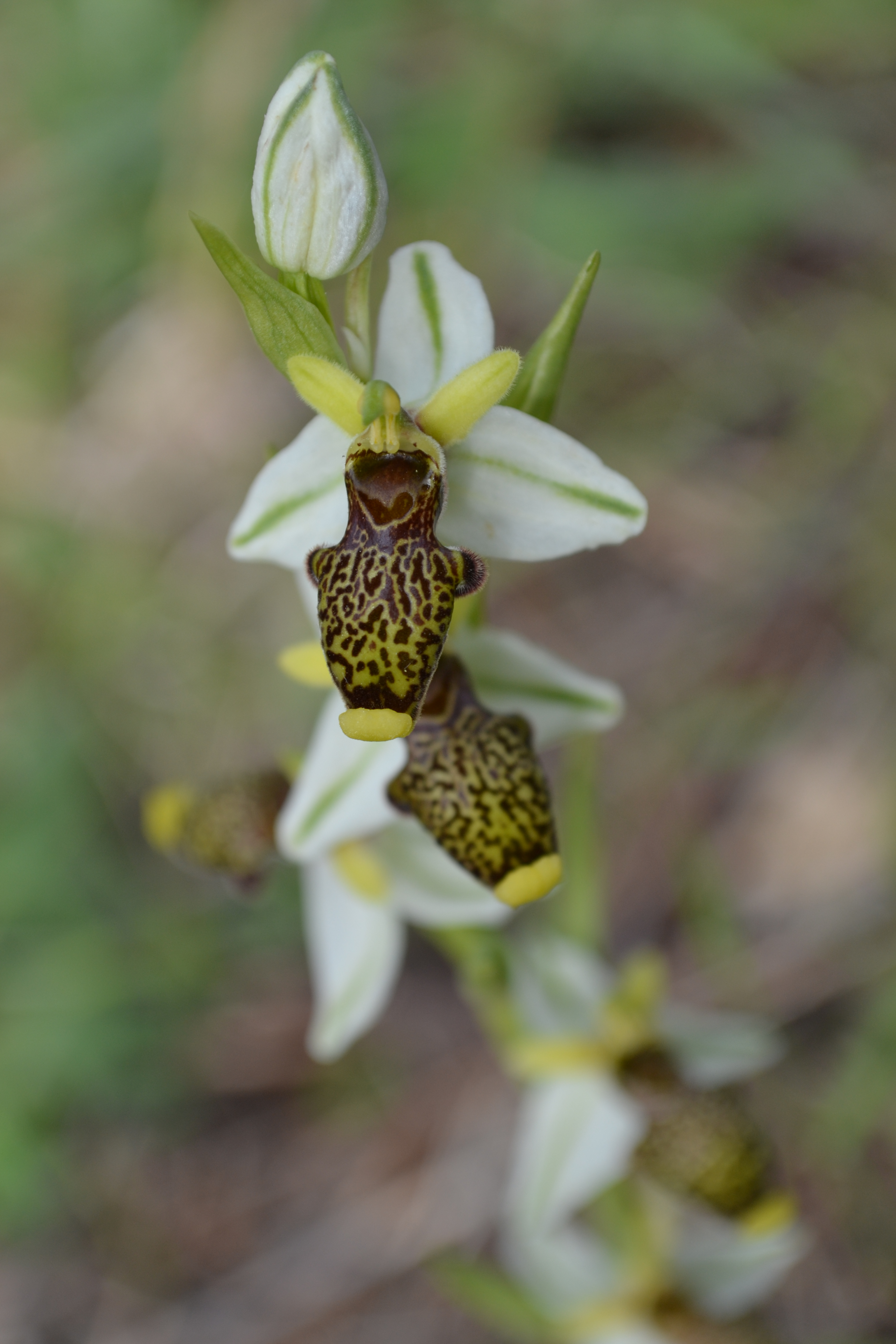
Ophrys de Philippe : détail d'une fleur (Belgentier, 2019)

Il s'agit d'une plante d'aspect élancé mesurant de 20 à 30 cm de haut (rarement 10 cm) et portant de 5 à 8 feuilles vertes basilaires et caulinaires. Son inflorescence, plutôt lâche, aux bractées relativement longues présente des fleurs assez petites, au nombre de 3 à 8, toutes orientées vers l'horizontal. Leur périanthe est composé de larges sépales blancs (rarement roses) et de pétales courts et jaunâtres ainsi qu'un labelle trilobé à fines macules dispersées, à gibbosités réduites et orné d'un appendice assez gros. Le gynostème dressé vers le haut présente des loges polliniques jaunes,.
Par son labelle au lobe médian très enroulé voire bombé, Ophrys philippei est très proche d'Ophrys scolopax. Il s'en distingue par une floraison de deux semaines plus tardive arborant des petites fleurs dont les pétales sont colorés de jaune à blanc alors qu'ils sont roses, verts à rarement blancs chez O. scolopax, par son petit labelle (7,5-9,5 mm) aux gibosités plates alors qu'elles sont dressées chez O. scolopax et aux macules irrégulières et fragmentées alors qu'elles dessinent une forme plus ou moins nette chez O. scolopax,,.

## Biologie
Cette orchidée est une géophyte à tubercule qui fleurit de mi-mai à début juin,. À l'instar des autres espèces d'Ophrys tardives, ses poussées ne sont pas systématiques et peuvent être absentes les années difficiles.
L'Ophrys de Philippe apprécie les sols basiques, chauds, secs, ensoleillés et pauvres en humus et en nutriments. Elle pousse au sein des pelouses calcicoles méditerranéennes et supra-méditerranéennes (Festuco valesiacae - Bromopsidetea erectae, Ononido striatae - Bromopsidenea erectae, Globularion cordifoliae) ainsi que des garrigues et de leurs ourlets à une altitude moyenne de 300 à 700 m. Elle semble préférer les ubacs aux adrets,.
À cause de son aspect dégénératif, voir pathologique, la plante a été considérée comme un hybride occasionnel entre O. sphegodes et O. scolopax. Cependant, la stabilité morphologique et l’homogénéité de ses populations ainsi que ses effectifs relativement importants et leur fécondation croisée par un pollinisateur demeurant inconnu, démontrent la spécificité de ce groupe,,.

## Répartition
En France, l'Ophrys de Philippe est présent dans le Var, où elle est localisée à l'arrière pays toulonnais,. Selon les botanistes britanniques du jardin botanique de Kew, la plante est également présente en Italie et en Espagne,.

## Menaces et protections
L'Ophrys de Philippe est une espèce menacée principalement par la rareté de ses populations dont les stations sont rongées par l'agriculture intensive et l'urbanisation,.
Il s'agit d'une espèce protégée en France sur le plan national, se trouvant à ce titre sur la liste des espèces végétales protégées sur l'ensemble du territoire français métropolitain (rubrique Monocotylédones). Elle est également mentionnée sur la liste rouge de l'UICN (EN - En danger).